# Femøren station
Femøren station är en järnvägsstation i stadsdelen Sundbyøster i Köpenhamn på linje M2  på Köpenhamns metro. Den är uppkallad efter naturområdet Femøren på Amager.  Stationen ligger 100 meter norr om den tidigare Syrevej Station på den nedlagda Amagerbanen. 